# Alatiliparis
Alatiliparis là một chi thực vật có hoa trong họ Lan.